# Quisleu
Quisleu o kislev és un mes del calendari hebreu que coincideix amb el novembre o el desembre gregorians. El seu nom no apareix als primers llibres de la santa Bíblia, a on simplement se l'anomena el mes novè, per la posició que ocupa al calendari. La paraula és un manlleu de l'idioma accadi que va ser adoptat pels jueus exiliats a Babilònia i apareix ja als escrits tardans.

## Celebracions
- Hanukkà